# Naturkapital
För andra betydelser, se Kapital (olika betydelser).

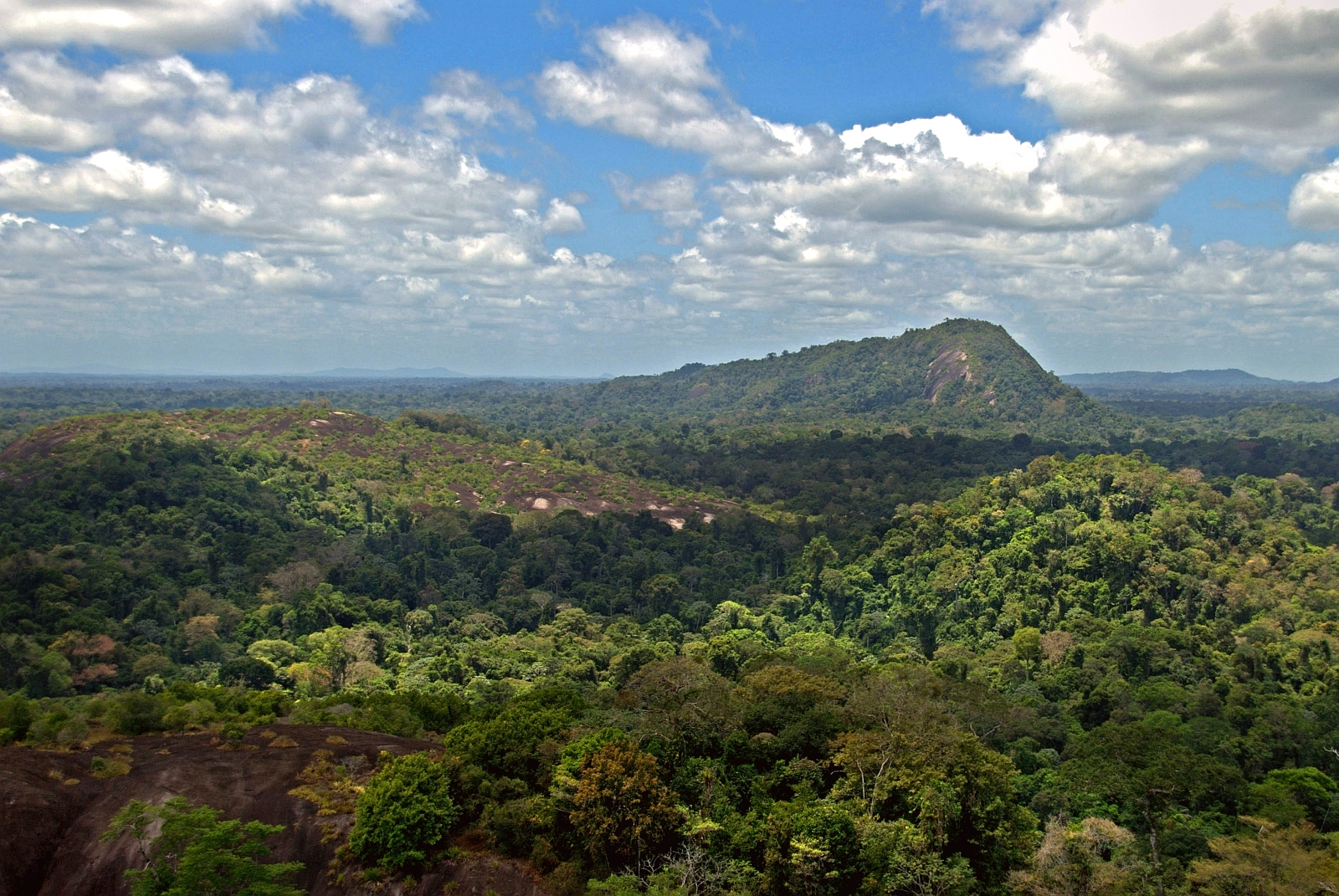
Naturkapital i regnskogen i Amazonas.

Naturkapital är ett samlingsnamn för alla de oumbärliga tjänster och resurser som människor förlitar sig på för sin överlevnad och för att upprätthålla ekonomisk aktivitet. Alla resurser och tjänster som är inkluderade i naturkapital tillhandahålls av ett ekosystem vilket uppgör skillnaden från vanligt ekonomiskt kapital. De olika resurserna brukar delas upp i två olika kategorier, dels oförnybara resurser som till exempel fossila bränslen och mineraler och dels förnybara resurser, som vegetation och djurliv. De tjänsterna som ingår i naturkapital är de processer i naturen som krävs för liv och mänsklig ekonomi. Exempel på sådana tjänster är renframställning av luft och vatten. 

## Degradering
Precis som ekonomiskt kapital kan stödja en person, befolkning eller en ekonomi, så kan naturkapital stödja jordens mångfald av arter och deras behov. Det kräver dock att kapitalet utnyttjas på ett hållbart vis, annars kommer det att stegvis minskas och förlora förmågan att försörja jordens arter. Problemet är att människor många gånger inte utnyttjar naturkapitalet på ett hållbart sätt, utan istället slösar på det. Människor förlitar sig för mycket på resurser som inte förnyas och minskar på så sätt ständigt naturkapitalet. Ett annat stort problem är att de resurser som går att förnya ofta inte används på ett sätt som är effektivt nog för att vara hållbart. Detta leder till att resurserna inte får chans att förnyas och att även den delen av naturkapitalet degraderas. När naturkapitalet utnyttjas på ett ohållbart sätt involverar det ofta processer som är skadliga för miljön, till exempel koldioxidutsläpp vid användning av fossila bränslen. Det betyder att när resurser används på ett ohållbart sätt, så minkar det inte bara naturkapitalet, utan skadar ofta klimatet också.